# Révolution des Rondins

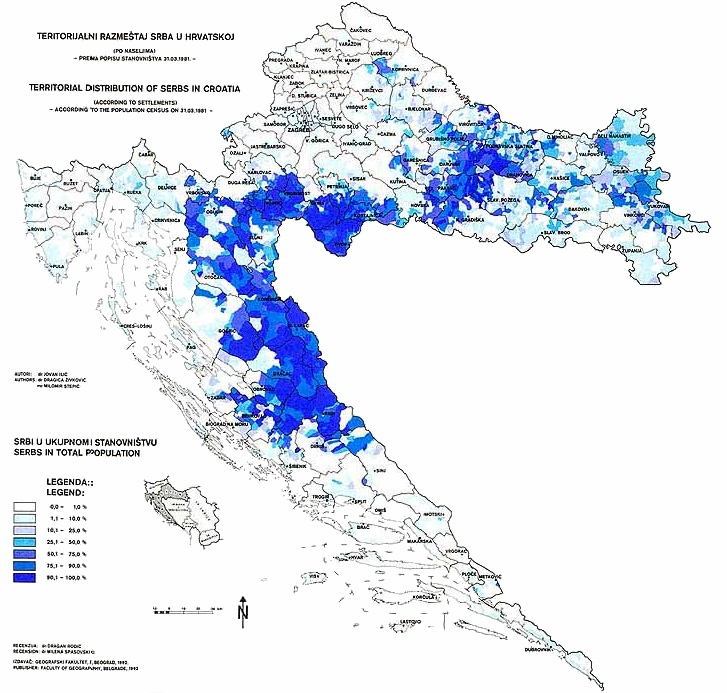
Zones peuplées de Serbes en Croatie lors du recensement de 1981.

La révolution des Rondins (en croate : Balvan revolucija) débuta le 17 août 1990 en Croatie dans les régions croates dite de krajina où la minorité serbe était nombreuse ou majoritaire.

## Contexte
À la suite des premières élections libres qui ont vu la victoire de l’Union démocratique croate, parti indépendantiste croate mené par Franjo Tuđman, la minorité serbe de Croatie, souhaitant rester yougoslave, refusa de reconnaitre le nouveau gouvernement croate et, avec le soutien du gouvernement fédéral de Belgrade et de l’Armée populaire yougoslave (JNA), commença les premières manifestations et blocages des routes du pays à l’aide de rondins de bois, d’où le nom de ce mouvement.

## Déroulement
En plein milieu de la saison touristique de nombreuses routes de Croatie sont obstruées par des rondins empêchant le passages des véhicules des citoyens croates et des touristes, ce qui entraîne un isolement de la Dalmatie du reste du pays. Ceci provoque le départ précipité de nombreux touristes causant de nombreuses pertes financières. 
Ce mouvement mené par Milan Babić et Milan Martić débouche sur la création de la région autonome serbe de la Krajina en août 1990 ; Babić et Martić sont ultérieurement condamnés par le Tribunal pénal international pour l'ex-Yougoslavie pour avoir expulsé les Croates de cette région. 
Un an plus tard débute la guerre d’indépendance croate qui se termine en 1995 par la déroute militaire et l’expulsion des Serbes de Croatie, manipulés et abandonnés par Slobodan Milošević puis vaincus par l’armée croate lors de l’« opération Éclair » en mai 1995 et « opération Tempête » en août 1995.